# Bābā Kandī (ort, lat 37,49, long 46,88)
Bābā Kandī (persiska: Bābā Kandī Rūd, بابا کندی, بابا کندی رود) är en ort i Iran.   Den ligger i provinsen Östazarbaijan, i den nordvästra delen av landet, 400 km väster om huvudstaden Teheran. Bābā Kandī ligger 1 629 meter över havet och antalet invånare är 646.
Terrängen runt Bābā Kandī är platt åt sydost, men åt nordväst är den kuperad. Runt Bābā Kandī är det ganska glesbefolkat, med 22 invånare per kvadratkilometer. Närmaste större samhälle är Hashtrūd, 15,2 km öster om Bābā Kandī. Trakten runt Bābā Kandī består i huvudsak av gräsmarker.